# Черноспинки
Черноспинки (лат. Melanophryniscus) — род бесхвостых земноводных из семейства жаб, обитающих в Южной Америке.

## Описание

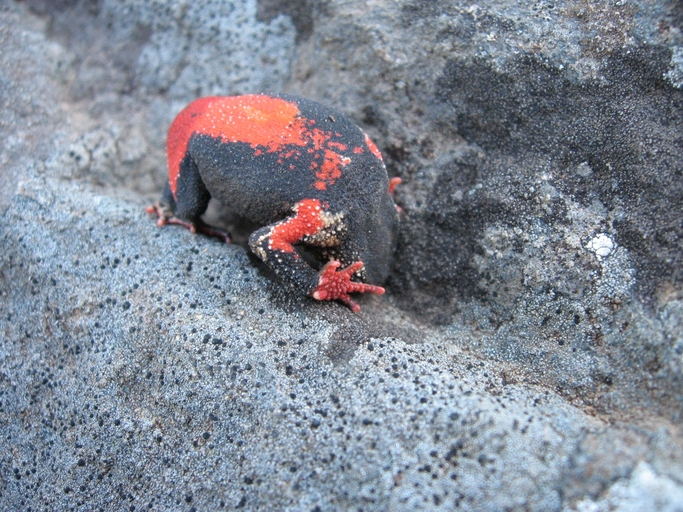
Уругвайская черноспинка в защитной позе

Это типичные жабы — коренастые, приземистые, с короткими задними ногами и короткой мордой. Размеры колеблются от 2 до 4 см. Наблюдается половой диморфизм — самки крупнее самцов. Некоторые виды имеют значительное утолщение на голове. Окрас спины камуфляжный — чёрный или тёмно-коричневый, иногда с небольшими цветными пятнами. На брюхе и конечностях имеются пятна или целые области с яркими предупреждающими цветами (красными, оранжевыми, жёлтыми).
Кожа бородавчатая, с сильным ядом — алколоидом, используемым для защиты от паразитов и хищников. В случае опасности предупреждают хищников о своей ядовитости — переворачиваются на спину, выгибаются и раздуваются, заглатывая воздух. Яд этих жаб сравним с ядом древолазов.

## Образ жизни

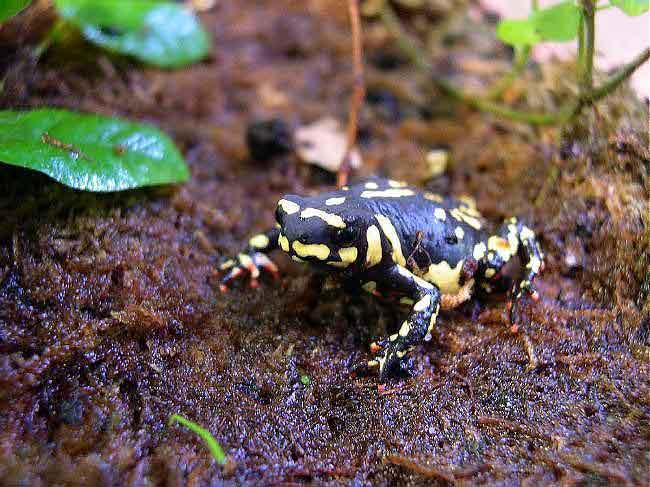
Разноцветная черноспинка

Населяют тропические леса, горные места. Активны преимущественно днём, особенно во время дождей. В остальное время они, очевидно, скрываются в расщелинах и под корнями деревьях. Питаются мелкими беспозвоночными, например муравьями.

## Размножение
Это яйцекладущие амфибии. Размножение происходит в октябре-ноябре. Самки прикрепляют яйца к листьям, недалеко от воды. Головастики развиваются быстро.

## Распространение

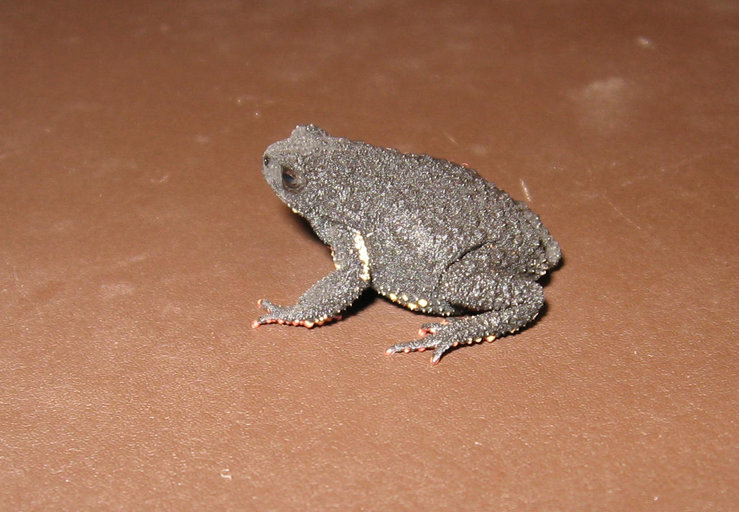
Melanophryniscus atroluteus

Ареал охватывает Аргентину (северная половина, включая Мисьонес, Сальта и Жужуй), андские долины южной части Боливии, Бразилию (прибрежные низины на юге и Риу-Гранди-ду-Сул), Парагвай и Уругвай.

## Классификация
На февраль 2023 года в род включают 31 вид:
- Melanophryniscus admirabilis Di-Bernardo, Maneyro & Grillo, 2006
- Melanophryniscus alipioi Langone, Segalla, Bornschein & de Sá, 2008
- Melanophryniscus atroluteus (Miranda-Ribeiro, 1920)
- Melanophryniscus biancae Bornschein et al., 2015
- Melanophryniscus cambaraensis Braun & Braun, 1979 — Зелёноспинка
- Melanophryniscus cupreuscapularis Céspedez & Alvarez, 2000
- Melanophryniscus devincenzii Klappenbach, 1968 — Уругвайская черноспинка
- Melanophryniscus diabolicus Martínez Aguirre et al., 2021
- Melanophryniscus dorsalis (Mertens, 1933)
- Melanophryniscus estebani Céspedez, 2008
- Melanophryniscus fulvoguttatus (Mertens, 1937)
- Melanophryniscus klappenbachi Prigioni & Langone, 2000
- Melanophryniscus krauczuki Baldo & Basso, 2004
- Melanophryniscus langonei Maneyro, Naya & Baldo, 2008
- Melanophryniscus macrogranulosus Braun, 1973 — Крупнобугорчатая черноспинка
- Melanophryniscus milanoi Bornschein et al., 2015
- Melanophryniscus montevidensis (Philippi, 1902)
- Melanophryniscus moreirae (Miranda-Ribeiro, 1920)м — Бразильская черноспинка
- Melanophryniscus nigricans Martínez Aguirre et al., 2021
- Melanophryniscus pachyrhynus (Miranda-Ribeiro, 1920)
- Melanophryniscus paraguayensis Céspedez & Motte, 2007
- Melanophryniscus peritus Caramaschi & Cruz, 2011
- Melanophryniscus rubriventris (Vellard, 1947) — Краснобрюхая черноспинка
- Melanophryniscus sanmartini Klappenbach, 1968
- Melanophryniscus setiba Peloso et al., 2012
- Melanophryniscus simplex Caramaschi & Cruz, 2002
- Melanophryniscus spectabilis Caramaschi & Cruz, 2002
- Melanophryniscus stelzneri (Weyenbergh, 1875) — Разноцветная черноспинка
- Melanophryniscus tumifrons (Boulenger, 1905) — Шишкоголовая черноспинка
- Melanophryniscus vilavelhensis Steinbach-Padilha, 2008
- Melanophryniscus xanthostomus (Bornschein et al., 2015)